# 芝辻一郎

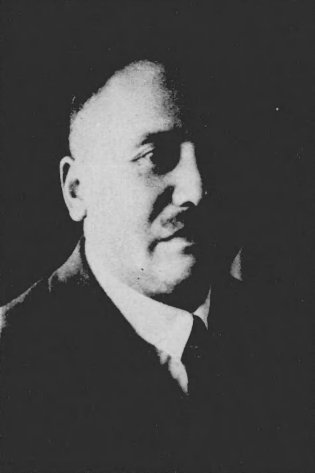
芝辻一郎

芝辻 一郎（しばつじ いちろう、1883年（明治16年）6月6日 - 1962年（昭和37年）1月12日）は、日本の内務官僚。官選山梨県知事、川崎市長、沼津市長。

## 経歴
千葉県安房郡北条町長須賀（現：館山市長須賀）で、旧龍野藩士・芝辻勝の長男として生まれる。北条町尋常高等小学校、千葉中学校、第一高等学校を経て、1910年7月、東京帝国大学法科大学政治学科を卒業。同年9月、内務省に入省し東京府属となる。1911年11月、文官高等試験行政科試験に合格。
以後、神奈川県理事官、同県三浦郡長、同愛甲郡長、福島県北会津郡長、同県伊達郡長、富山県事務官・学務部長、愛媛県警察部長、宮崎県書記官・内務部長、三重県書記官・内務部長などを歴任。
1931年12月、山梨県知事に就任。不況対策に取り組み、甲府市水道事業の拡張などに尽力した。1932年6月28日、知事を休職。1933年8月14日、依願免本官となり退官した。
1935年9月14日、川崎市長に就任。戦時体制の強化政策を推進し、1939年9月13日任期満了で退任した。1943年1月16日、沼津市長に就任。1944年4月、駿東郡片浜村・金岡村・大岡村・静浦村との合併を実現。戦時下の増産体制の整備を行う。また、戦災からの復興に尽力。しかし、戦災対策の処理の停滞を理由に沼津市会から辞職勧告を受け、1945年10月11日に市長を退任した。その後、公職追放となった。